# Abdur Rab Serniabat
Abdur Rab Serniabat était un politicien bangladais et l'ancien ministre des ressources en eau. Il était le beau-frère de Sheikh Mujibur Rahman, père fondateur du Bangladesh, frère de Sheikh Fazilatunnesa Mujib et oncle de Sheikh Hasina, quatre fois Premier ministre du Bangladesh. Il a été tué lors de l'assassinat du Sheikh Mujibur Rahman en 1975.

## Jeunesse
Abdur Rab Serniabat est né à Barisal, en 1921. Il fréquente l'université de Dacca où il obtient un diplôme en droit.

## Carrière
Au début de sa carrière, Abdur Rab Serniabat était avocat à Barisal. Il s'est ensuite acquitté de son rôle de ministre des Ressources en eau du gouvernement de la république populaire du Bangladesh, peu après la libération du Bangladesh du pouvoir pakistanais. Il a été membre du comité central de la Ligue Krishak Sramik Awami du Bangladesh. Il a dirigé le mouvement paysan dans le but d'obtenir l'émancipation de la paysannerie.

## Assassinat
Sa maison du 27 Minto Road, à Dhaka, a été attaquée vers cinq heures du matin par des soldats commandés par les majors Sultan Shahriar Rashid Kahn et Abdul Aziz Pasha, le capitaine Nurul Huda. Abdur Rab Serniabat, sa fille Baby Serniabat, son fils Arif Serniabat, son neveu Shaheed Serniabat, ont été tués tandis que sa femme Amena Begum a été blessée avec d'autres dans la maison. Ses fils Abul Hasnat Abdullah (en) et Abul Khair Abdullah ont survécu. Une plainte a été déposée concernant cet incident au commissariat de police de Ramna le 21 octobre 1996 et dix-huit personnes ont été condamnées. 
Son fils Abul Hasnat Abdullah a été élu député en 2014. Sa maison fait maintenant partie du complexe du quartier général de la police métropolitaine de Dhaka. Le 30 juillet 2018, son petit-fils, Serniabat Sadiq Abdullah, a été élu maire de Barisal.

## Héritage
Le stade Shaheed Abdur Rab Serniabat de la division de Barisal au Bangladesh porte son nom. SARSTEC, un collège technologique pour l'enseignement du textile, situé dans la même division, a également été nommé en son honneur.